# Łączno, West Pomeranian Voivodeship
Łączno [ˈwɔnt͡ʂnɔ] (tiếng Đức: Lanzen)  là một ngôi làng thuộc khu hành chính của Gmina Borne Sulinowo, thuộc hạt Szczecinek, West Pomeranian Voivodeship, ở phía tây bắc Ba Lan.
Trước năm 1945, khu vực này là một phần của Đức. Đối với lịch sử của khu vực, xem Lịch sử của Pomerania.